# ミドルブリッジ・レーシング
ミドルブリッジ・レーシング（Middlebridge Racing）は、イギリスに本拠を置くレーシングチーム。創設者は中内康児。2009年からの権利所有者はミック・ゴーラン。
1988年から1990年に国際F3000選手権に参戦。1990年3月にF1ブラバムを買収し1992年まで運営した。

## 概要
1986年12月に日本人実業家で日本のアストンマーティンクラブ会長なども務める中内康児によってイギリスで設立された「ミドルブリッジ・グループ」のレース部門がミドルブリッジ・レーシングである。役員にはデニス・ナーシー(Dennis Nursey)が名を連ねた。
グループ傘下の会社として、クラシック・アストンマーティンのレストアとパーツ供給・販売を行うミドルブリッジ・エンジニアリングがある。
ミドルブリッジ・グループの傘下には他にもジョヴァンニ・ミケロッティ設計の2シーター・スポーツカー「リライアント・シミターSS1」を製造・販売するミドルブリッジ・シミターがあり、ノッティンガム・ビーストンの工場で手作りにより年間300台のペースで製造された。

### 1987年のF1計画
ミドルブリッジの名がF1に初めて関係したのは1987年、前年2月までRAMレーシングを率いてF1に参戦していたジョン・マクドナルドがマネージャーとして参画し、1年型落ちとなるベネトン・B186を購入。エマニュエル・ピッロとドライバー契約しF1に参戦する「ミドルブリッジF1」計画に動き、実際にコンコルド協定での参戦全チームの承認も得られ、メインスポンサーにはトラサルディがつき白と黒のツートンカラーリングを施したB186の披露がマスコミに向けて済まされるなど準備万端となった。また、日本グランプリでは鈴木亜久里を2台目として起用する計画もあった。
同年9月、イタリアグランプリでデビュー目前だったが、FISAが最終局面で参戦許可を取り消したため計画が頓挫した。こうしたF1参戦計画が実際にあり、オーナーの中内も「来年（1988年）はF1フルエントリー参戦」と言い切るなど構想を持っていたが、ミドルブリッジ・レーシングの参戦カテゴリーはこの時点で入門フォーミュラであるフォーミュラ・フォードであり、成長段階にあった。

### 参戦レース
1987年はイギリスFF2000に2台体制で参戦、ポール・ワーウィック（デレック・ワーウィックの弟）を起用し3勝、ランキング2位を獲得する。
1988年、イギリスF3に参戦カテゴリーをステップアップ。ジョン・アルコーンがブランズ・ハッチで1勝を挙げる。
1989年、レイナード・89Dを購入し、国際F3000選手権に参戦。マーク・ブランデルが最高位3位を記録。1990年にデイモン・ヒルを起用し3度のポールポジション獲得、決勝最高位2位を記録した。

### モーターレーシング・ディベロップメント・プロダクツ
1989年、F1のブラバムは前オーナーのスイス人、ヨアヒム・ルーティの横領容疑での逮捕で存続が危ぶまれ、シーズンオフに同じく運営資金に苦しい状況となったオニクス・グランプリとの合併を模索したが破談となっていた。
1990年3月5日、F1開幕の一週間前にミドルブリッジがブラバムを買収しオーナーとなることが前オーナーのルーティとの間で合意した。加えて、前々オーナーとなるバーニー・エクレストンが所有していたブラバムの株も買い取り、完全に取得した。ミドルブリッジは「モーターレーシング・ディベロップメント・プロダクツ」を設立し、ブラバムの運営会社とした。役員にはミドルブリッジの中内、デニス・ナーシーの2人に加えて、ブラバム創設者のジャック・ブラバムの名もあった。ジャックがブラバムチームに僅かでも関わるのは、1970年にチームを手放して以来初であった。また、ブラバムの事情をよく知るチームマネージャーのハービー・ブラッシュは前体制からそのまま残り、現場での指揮を執ることも発表された。
ミドルブリッジのF3000チームはブラバムのテスト・チームとなり、前年から所属のデイモン・ヒルがブラバムのテスト兼リザーブドライバーとして契約。F3000へのエントリーはエディ・ジョーダンのEJRと提携（ジョーダンも同年よりF1参戦）してミドルブリッジ・ジョーダンとしてF3000継続参戦とされ、ドライバーのデイモン・ヒルがその提携チームから参戦したが、結果的にエントラント名はバークレイ・チーム・ジョーダンとして参戦。ミドルブリッジのF3000参戦は実質停止された（バークレイ・ジョーダンのサイドポンツーンにミドルブリッジのロゴが掲出された）。
中内はブラバムの全権取得について、「我々は3年前からイギリスに現地法人を作ってレース活動し、現地の銀行から融資を受けてF1チームを買収したという事で、ジャパン・マネーの進出ではありません」と述べた。
同年のブラバムの最高成績は、ステファノ・モデナによる開幕戦の決勝5位、2ポイント獲得であった。
中内がオーナーになって以後、同シーズン中に伊太利屋、カルビー、オートバックス、住友海上火災、三越、マドラス、山善など日本企業のスポンサーを多数獲得。翌年に向けヤマハとの1993年までのエンジン供給契約も締結しチーム強化が進められた。レースディレクターとして世界スポーツカー選手権 (WSPC)に参戦するザウバー-メルセデスやNISMOヨーロッパで同職を歴任したデビッド・プライスを招聘した。
1991年、序盤2戦は前年型シャシーにヤマハ・OX99 V12エンジンを搭載したBT59Yでの参戦、第3戦からニューマシンBT60が投入された。最高位はマーティン・ブランドルの日本GP決勝5位、ミドルブリッジF3000の卒業生でありブラバムでも起用となったマーク・ブランデルはベルギーGPで6位1ポイントを獲得した。日本国内には前年よりブラバム・BT58のシャシーが送られ、それにヤマハ・OX88 V8エンジンを積んだマシンでの走行テストが片山右京や小河等により行われたが、ヤマハエンジンとの複数年契約は1991年限りで破棄され、ヤマハは翌年からジョーダン・グランプリへとV12エンジン供給先を変更する。
1992年に向け、全日本F3000で活躍した中谷明彦と、モデナ・ランボからの移籍となるエリック・ヴァン・デ・ポールをレギュラードライバーとして起用する契約を結んだが、FISAが中谷へのスーパーライセンス発給を拒否。代役としてスーパーライセンス発給が認められた女性ドライバージョバンナ・アマティや、ミドルブリッジF3000チームに所属していたデイモン・ヒルで参戦したが、中谷と共にチームに加わる予定だったスポンサーを得られなかったこともありニューマシンを導入する余裕はなく予選落ちを連発。ミドルブリッジの財政が限界となりつつある中、チームの運営会社は名称を「アロリック・グループ」と変え、カナダGP終了後にはアストンマーティンの財産管理を受けることとなった。この時点でミドルブリッジ・グループはプロモーション会社から差し押さえを受けるなど末期状態となっていたが、ジョン・マクドナルドがブラバムF1の延命作業を懸命にこなしていた。ヴァン・デ・ポールが「ブラバム買収に関心を持っているというフランスの大企業」を仲介しグランプリ開催期間に買収交渉するなど、ブラバムはまともにレースを戦える状況では無かった。買収の話し合いは続けられたが、8月16日のハンガリーGPを最後にブラバムは撤退した。

## レース戦績

### 国際F3000選手権
| 年     | シャシー        | エンジン      | タイヤ | 車番 | ドライバー             | 1   | 2   | 3   | 4   | 5   | 6   | 7   | 8       | 9   | 10  | 11  | 順位 | ポイント |
| ------ | --------------- | ------------- | ------ | ---- | ---------------------- | --- | --- | --- | --- | --- | --- | --- | ------- | --- | --- | --- | ---- | -------- |
| 1988年 | マーチ・87B     | フォード・DFV | A      | 25   | フィル・アンドリュース | JER | VLL | PAU | SIL | MNZ | PER | BRH | BIR DNQ | BUG | ZOL | DIJ | NC   | 0        |
| 1989年 | レイナード・89D | フォード・DFV | A      |      |                        | SIL | VLL | PAU | JER | PER | BRH | BIR | SPA     | BUG | DIJ |     |      |          |
| 1989年 | レイナード・89D | フォード・DFV | A      | 27   | マーク・ブランデル     | 3   | Ret | 6   | DNQ | Ret | Ret | 5   | DNS     | Ret | 6   |     | 8位  | 11       |
| 1989年 | レイナード・89D | フォード・DFV | A      | 28   | フィル・アンドリュース | 7   | Ret | DNQ | 11  | Ret | 10  | 7   | Ret     | 12  | Ret |     | NC   | 0        |
| 1990年 | ローラ・T90/50  | フォード・DFV | A      |      |                        | DON | SIL | PAU | JER | MNZ | PER | HOC | BRH     | BIR | BUG | NOG |      |          |
| 1990年 | ローラ・T90/50  | フォード・DFV | A      | 27   | ゲイリー・ブラバム     |     | Ret | DNQ | 12  | 3   | 3   | 14  | 8       | DNQ | 8   | 11  | 11位 | 8        |
| 1990年 | ローラ・T90/50  | フォード・DFV | A      | 28   | デイモン・ヒル         | DNQ | Ret | Ret | 7   | 11  | Ret | Ret | 2       | Ret | Ret | 10  | 13位 | 6        |

- 太字はポールポジション、斜字はファステストラップ。(key)